# کالوم دایسون
کالوم دایسون (انگلیسی: Calum Dyson؛ زادهٔ ۱۹ سپتامبر ۱۹۹۶) بازیکن فوتبال است.
از باشگاه‌هایی که در آن بازی کرده‌است می‌توان به باشگاه فوتبال چستر، باشگاه فوتبال استوک‌پورت کانتی، باشگاه فوتبال استیونج، باشگاه فوتبال اورتون، باشگاه فوتبال گریمزبی تاون، و باشگاه فوتبال پلیموث آرگیل اشاره کرد.